# Apolonia Fier
Klubi Sportiv Apolonia Fier (KS Apolonia Fier) is een Albanese voetbalclub met als thuisbasis de stad Fier, in het zuidwesten van Albanië. De club promoveerde in 2011 naar de Kategoria Superiore, de hoogste Albanese competitie, nadat de club in het seizoen 2010/11 promoveerde uit de tweede divisie. De thuiswedstrijden van Apolonia Fier worden gespeeld in het Stadiumi Loni Papuçiu. Vanaf 2014 speelde de club weer in de Kategoria e Parë. In 2021 volgde opnieuw degradatie. De club was niet lang actief op het derde niveau, de Kategoria e Dytë waardoor het al snel kon terugkeren naar het tweede niveau.

## Erelijst
- Bekerwinnaar

1998
- Kategoria e Parë

1967, 1972, 1979, 1985, 2020

## Apolonia in Europa
#Q = #kwalificatieronde, T/U = Thuis/Uit, W = Wedstrijd, PUC = punten UEFA coëfficiënten .
Uitslagen vanuit gezichtspunt Apolonia Fier
| Seizoen | Competitie   | Ronde | Land               | Club       | Totaalscore | 1e W    | 2e W    | PUC |
| ------- | ------------ | ----- | ------------------ | ---------- | ----------- | ------- | ------- | --- |
| 1989/90 | UEFA Cup     | 1R    | Vlag van Frankrijk | AJ Auxerre | 0-8         | 0-5 (U) | 0-3 (T) | 0.0 |
| 1998/99 | Europacup II | Q     | Vlag van België    | KRC Genk   | 1-9         | 1-5 (T) | 0-4 (U) | 0.0 |

Totaal aantal punten voor UEFA Coëfficiënten: 0.0
Apolonia ·
Besa · 
Burreli ·
Erzeni ·
Flamurtari · 
Kastrioti ·
Korabi · 
Kukësi ·
Lushnja ·
Pogradeci ·
Valbona ·
Vora